# Heliamphora
Heliamphora (/hɛliˈæmfərə/ hoặc /hiːliˈæmfərə/; tiếng Hy Lạp: helos "đồng lầy" và amphoreus "vò hai quai") là một chi thực vật gồm 23 loài đặc hữu Nam Mỹ.

## Phân loại
Heliamphora là chi đa dạng nhất về số loài trong họ Sarraceniaceae.

### Loài
Hai mươi ba loài Heliamphora hiện đang được công nhận. Trừ khi được ghi chú, tất cả thông tin và phân loại xuất phát từ tác phẩm Sarraceniaceae of South America của các tác giả Stewart McPherson, Andreas Wistuba, Andreas Fleischmann, và Joachim Nerz.
| Loài                        | Tác giả                                                       | Năm  | Hình ảnh | Phạm vi phân bố                                  | Phân bố theo độ cao |
| --------------------------- | ------------------------------------------------------------- | ---- | -------- | ------------------------------------------------ | ------------------- |
| Heliamphora arenicola       | Wistuba, A.Fleischm., Nerz & S.McPherson                      | 2011 |          | Venezuela                                        | Dưới 2000 m         |
| Heliamphora ceracea         | Nerz, Wistuba, Grantsau, Rivadavia, A.Fleischm. & S.McPherson | 2011 |          | Brasil                                           | Vùng cao            |
| Heliamphora chimantensis    | Wistuba, Carow & Harbarth                                     | 2002 |          | Venezuela                                        | 1900–2100 m         |
| Heliamphora ciliata         | Wistuba, Nerz & A.Fleischm.                                   | 2009 |          | Venezuela                                        | 900 m               |
| Heliamphora collina         | Wistuba, Nerz, S.McPherson & A.Fleischm.                      | 2011 |          | Venezuela                                        | 1700–1825 m         |
| Heliamphora elongata        | Nerz                                                          | 2004 |          | Venezuela                                        | 1800–2600 m         |
| Heliamphora exappendiculata | (Maguire & Steyermark) Nerz & Wistuba                         | 2006 |          | Venezuela                                        | 1700–2100 m         |
| Heliamphora folliculata     | Wistuba, Harbarth & Carow                                     | 2001 |          | Venezuela                                        | 1700–2400 m         |
| Heliamphora glabra          | (Maguire) Nerz, Wistuba & Hoogenstrijd                        | 2006 |          | Vùng biên giới giữa Brasil, Guyana, và Venezuela | 1200–2750 m         |
| Heliamphora heterodoxa      | Steyerm.                                                      | 1951 |          | Guyana?, Venezuela                               | 1200–2200 m         |
| Heliamphora hispida         | Nerz & Wistuba                                                | 2000 |          | Biên giới Brasil và Venezuela                    | 1800–3014 m         |
| Heliamphora huberi          | A.Fleischm., Wistuba & Nerz                                   | 2009 |          | Venezuela                                        | 1850–2200 m         |
| Heliamphora ionasi          | Maguire                                                       | 1978 |          | Venezuela                                        | 1800–2600 m         |
| Heliamphora macdonaldae     | Gleason                                                       | 1931 |          | Venezuela                                        | 1500–2300 m         |
| Heliamphora minor           | Gleason                                                       | 1939 |          | Venezuela                                        | 1650–2500 m         |
| Heliamphora neblinae        | Maguire                                                       | 1978 |          | Biên giới Brasil và Venezuela                    | 860–2200 m          |
| Heliamphora nutans          | Benth.                                                        | 1840 |          | Vùng biên giới Brasil, Guyana, và Venezuela      | 2000–2700 m         |
| Heliamphora parva           | (Maguire) S.McPherson, A.Fleischm., Wistuba & Nerz            | 2011 |          | Venezuela                                        | 1750–2200 m         |
| Heliamphora pulchella       | Wistuba, Carow, Harbarth & Nerz                               | 2005 |          | Venezuela                                        | 1850–2550 m         |
| Heliamphora purpurascens    | Wistuba, A.Fleischm., Nerz & S.McPherson                      | 2011 |          | Venezuela                                        | 2400–2500 m         |
| Heliamphora sarracenioides  | Carow, Wistuba & Harbarth                                     | 2005 |          | Venezuela                                        | 2400–2450 m         |
| Heliamphora tatei           | Gleason                                                       | 1931 |          | Venezuela                                        | 1700–2400 m         |
| Heliamphora uncinata        | Nerz, Wistuba & A.Fleischm.                                   | 2009 |          | Venezuela                                        | 1850 m              |

### Loài chưa được mô tả
Có hai đơn vị phân loại có thể đại diện cho hai loài chưa được mô ta.
| Loài                             | Phạm vi phân bố | Phân bố theo độ cao |
| -------------------------------- | --------------- | ------------------- |
| Heliamphora sp. 'Akopán Tepui'   | Venezuela       | 1800–1900 m         |
| Heliamphora sp. 'Angasima Tepui' | Venezuela       | 2200–2250 m         |